# جاجامارو نو دايبوكين
جاجامارو نو دايبوكين (باليابانية: じゃじゃ丸の大冒険) (بالرومانجي: JaJaMaru no Daibouken)، هي لعبة فيديو يابانية، من تطوير ونشر شركة جاليكو، صدرت اللعبة في الأسواق سنة 1986، وتعمل على منصة فاملي كومبيوتر الحصرية.